# 戴尔Inspiron Mini

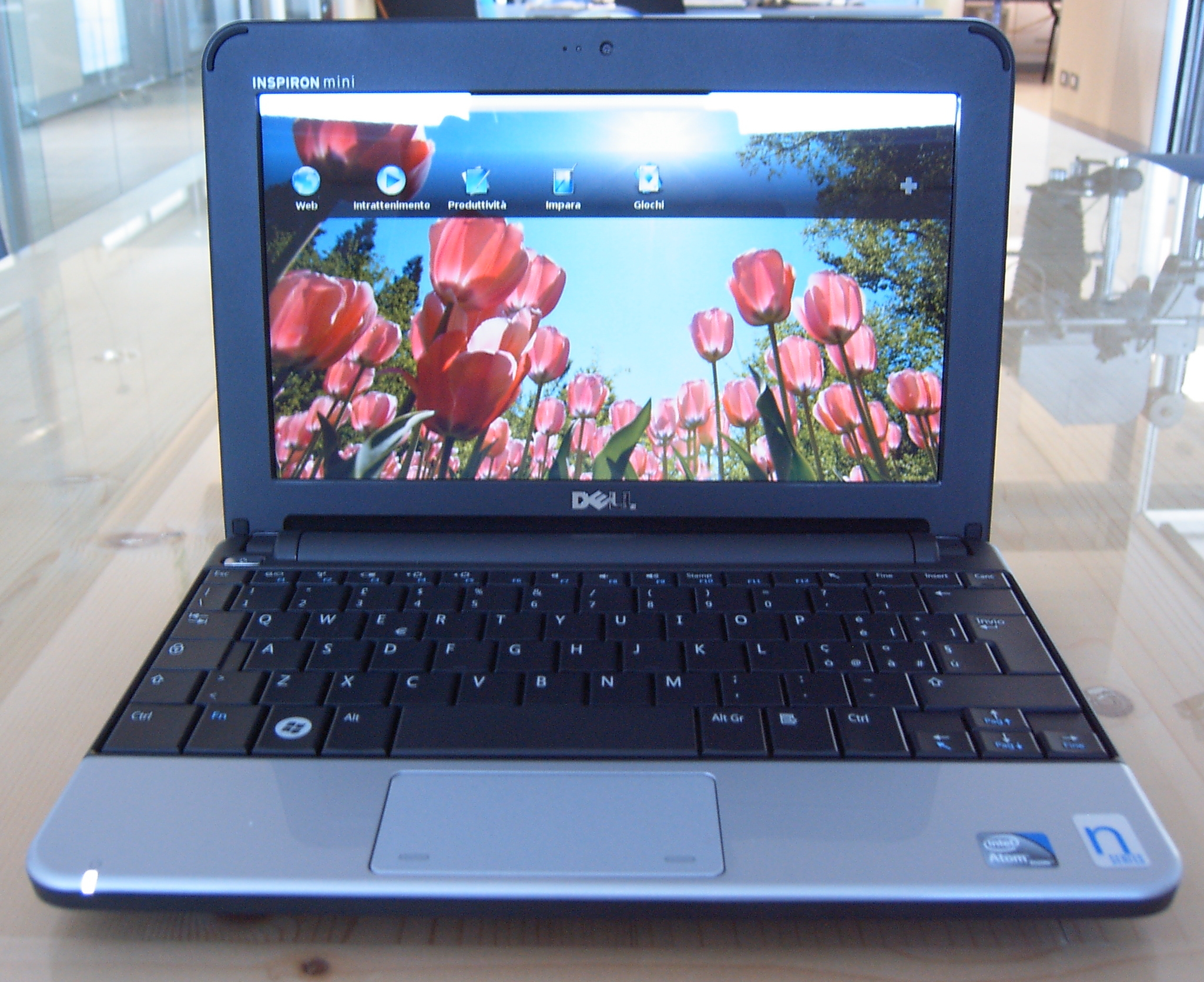
一台Dell Inspiron Mini 10v

戴尔Inspiron Mini系列是戴尔推出的小筆電产品系列。该系列于2008年9月推出，当时正值小筆電类产品热门时期，其最后于2010年下巿停产。
Inspiron Mini共有三个分支系列：采用8.9寸顯示器的9系列，采用10.1寸显示器的10系列，采用12.1寸显示器的12系列。

## 型号

### Inspiron Mini 9

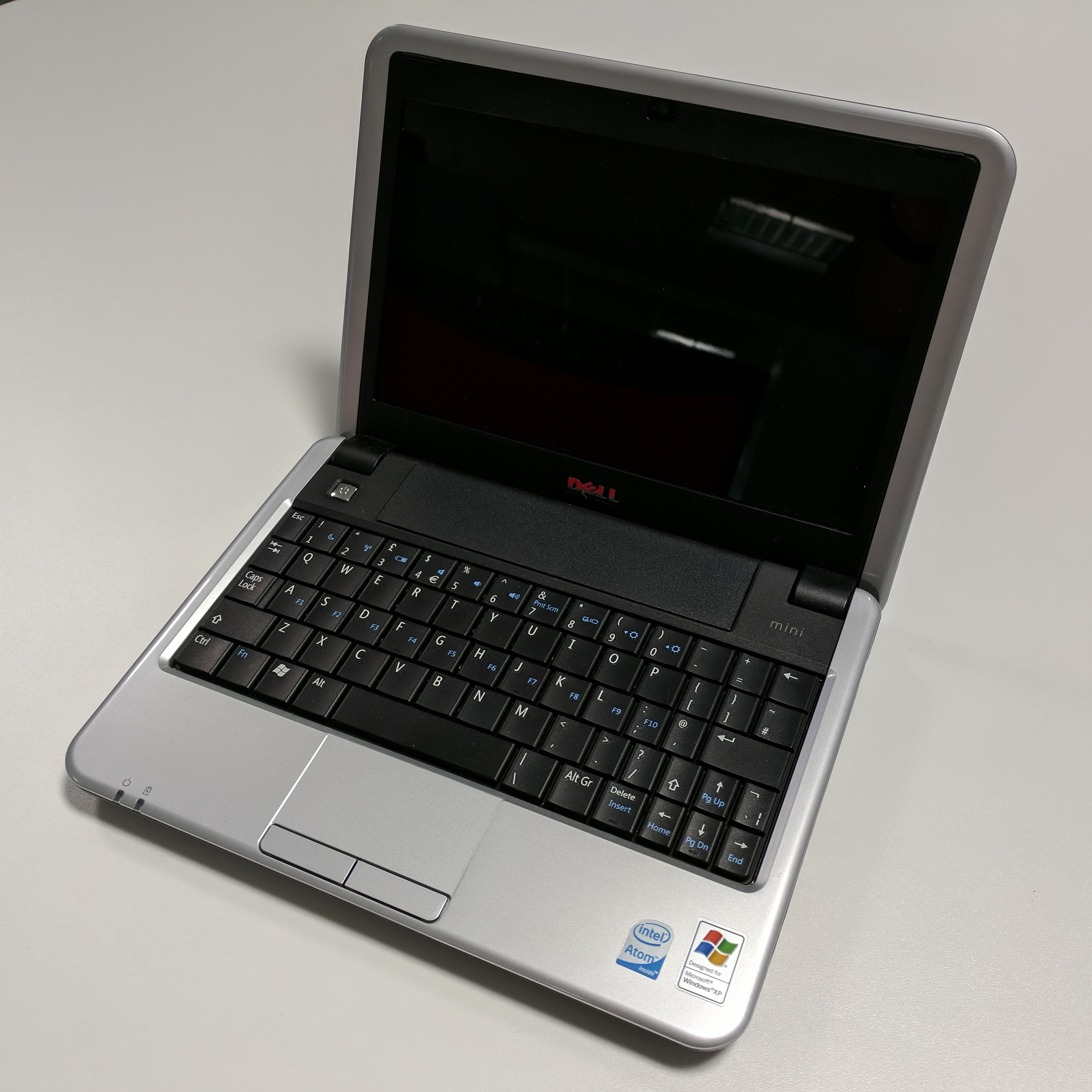
戴尔 Inspiron Mini 9

戴尔 Inspiron Mini 9（别称为 Inspiron 910）于2008年9月4日发布Ubuntu版起价为349美元起，Windows XP版499美元起。采用Intel Atom N270作为处理器。这是戴尔的第一款上网本，它于 2009年5月29日下市停产。

### Inspiron Mini 12

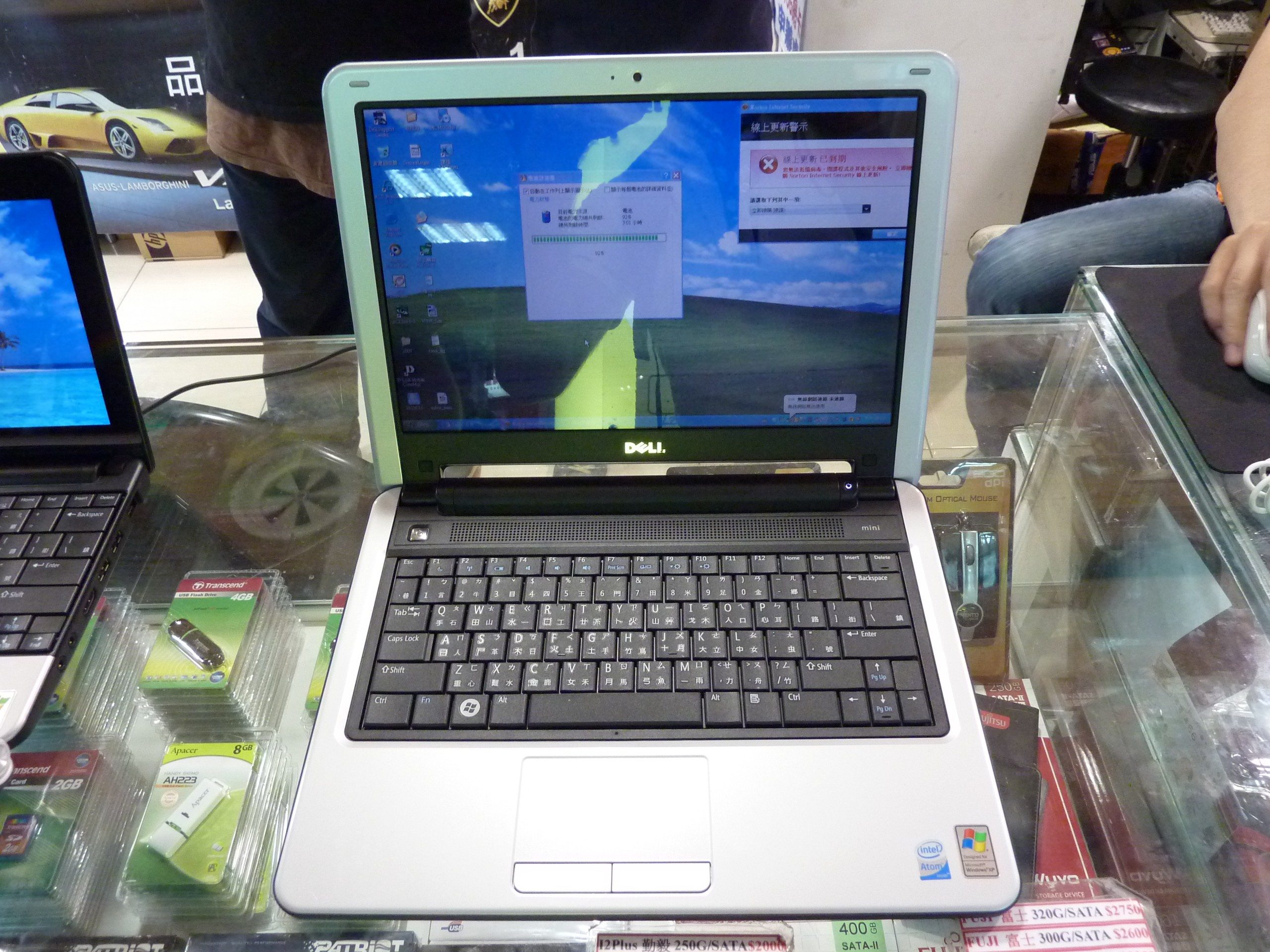
戴尔 mini 12

Dell Inspiron Mini 12（也称为 Dell Inspiron 1210）于2008年10月16日上线发布，标榜为Mini 9 的增大款。它于2008年12月8日开始发售，起售价为 549 美元。处理器则采用英特尔凌动Z520（可选Z530），配备12.1 英寸（1280x800分辨率）宽屏显示器，它于2009年8月7日退市停产。

### Inspiron Mini 10

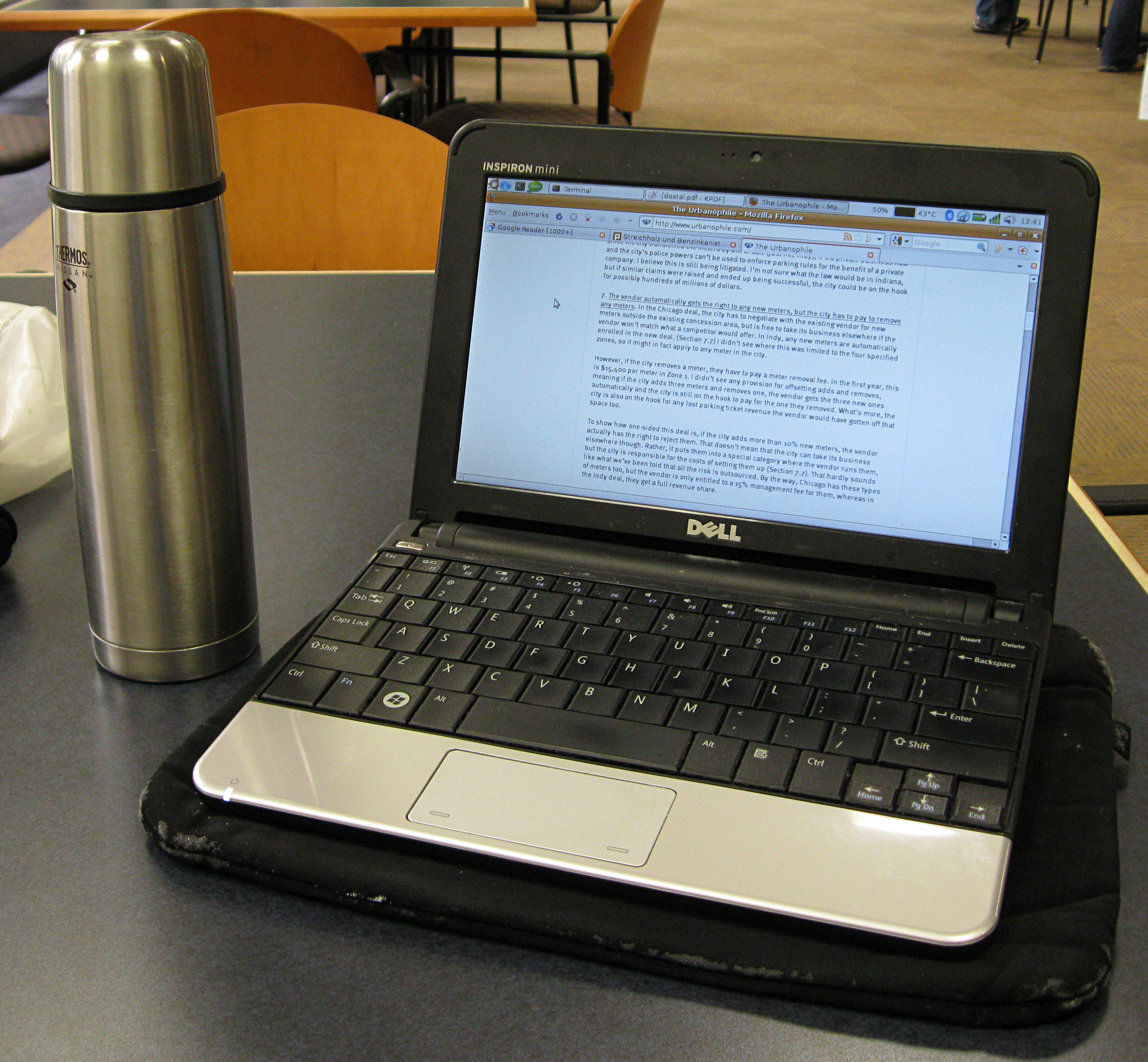
戴尔 Inspiron Mini 10

Mini 10 系列旨在填补 Mini 9 和 Mini 12 之间的空白。它的第一款产品1010是一款具有 10.1" 屏幕的上网本，于2009年2月26日发售，价格为399美元起。处理器采用Intel Atom Z520或Z530。
而为了填补 Mini 9 停产后留下的空白，戴尔推出了Inspiron Mini 10v（也称Mini 1011），采用与Mini 9相同的 Atom N270 处理器。
戴尔Mini全系列的最后一款产品为在2010年8月19日推出的戴尔Mini1018。采用Atom N455 CPU。设计也进行了调整，该型号也已在亚洲上市。亚洲版本的1018配备1GB DDR3 RAM，并预装Windows 7 Starter和Office 2010 starter。

## 引用
1. ↑  电脑报, 28. . cnBeta.COM.   [2022-03-26].[]
2. ↑  . Engadget.   [2022-03-26]. （原始内容存档于2016-05-07） （美国英语）.
3. ↑  . Engadget.   [2022-03-26]. （原始内容存档于2018-10-07） （美国英语）.
4. ↑  http://downloads.dell.com/Manuals/all-products/esuprt_laptop/esuprt_inspiron_laptop/inspiron-mini12_setup%20guide_en-us.pdf
5. ↑  . www.osnews.com.   [2022-03-26]. （原始内容存档于2022-04-09）.
6. ↑   (PDF).   [2022-03-26]. （原始内容 (PDF)存档于2021-03-09）.